# Expo Park/USC
Expo Park/USC – naziemna stacja linii Expo Line metra w Los Angeles znajdująca się w University Park na południowy zachód od Downtown Los Angeles. Powstała w ramach pierwszego etapu budowy linii Expo, która docelowo ma dotrzeć do miasta Santa Monica. Stacji została oddana do użytku 28 kwietnia 2012 roku.

## Opis stacji
Expo Park/USC znajduje się pomiędzy jezdniami Exposition Bulevard na odcinku pomiędzy Vermont Avenue a Figueroa Street. W pobliżu znajduje się główny kampus Uniwersytetu Południowej Kalifornii (University of Southern California). Na południe od stacji znajduje się Exposition Park. Fotografie zdobiące stację zostały wykonane przez Robberta Flicka.

## Połączenia autobusowe
Linie autobusowe Metro
- Metro Local: 38, 81, 102, 200, 442